# Matadoras
Matadoras es una miniserie de televisión peruana, producida en el año 2010 por América Televisión (siendo la primera en ser transmitida por el canal) y Del Barrio Producciones en homenaje a las jugadoras del vóley peruano. Está protagonizada por Sofía Humala, Nadia Calmet, Trilce Longhi, Alana La Madrid, Cynthia Chávez y Fiorella Díaz. A su vez, está antagonizada por Lucho Cáceres y Pierina Carcelén.

## Sinopsis
Su contenido está basado en el vóley peruano en sus años más gloriosos. De las historias de algunas voleybolistas que obtuvieron la medalla de plata en los Juegos Olímpicos de Seúl 1988.
La historia empieza en el medio de la dictadura del gobierno militar, que utilizó este deporte como una estrategia de marketing. 5 chicas son reclutadas para formar parte de la nueva selección peruana juvenil, un nuevo entrenador coreano, propone un nuevo esquema de trabajo.

## Personajes
- Rosa García - Sofía Humala
- Cecilia Tait - Nadia Calmet
- Gabriela Pérez del Solar - Trilce Longhi
- Denisse Fajardo - Alana La Madrid
- Gina Torrealva - Cynthia Chávez
- Eva Cordero - Fiorella Díaz
- Leonora Podestá - Pierina Carcelén
- Octavio Podestá - Lucho Cáceres
- Carlos "Charly" Sánchez - Sebastián Rubio
- Luis "Resaquín" - Luis Céspedes
- Rodolfo - Manuel Gold
- Mambo Pak - David Kam
- Federico Chamorro - Giovanni Arce
- Judith “Yuyu” de Cordero - Mariella Zanetti
- Olga - Camila Mac Lennan
- Juan Carlos Carrillo - Paul Martin
- Eloy - Joaquín de Orbegozo
- Danuska Carrillo - Gabriela Billotti
- Caleb Farfán - Danny Rosales
- Raúl Segovia - Ignacio Baladán
- Joaquín Parodi - Hugo García

## Recepción
El programa alcanzó récords de 34 puntos de audiencia según Kantar Ibope Media, fue uno de los más sintonizados por debajo de Al fondo hay sitio.

### Críticas
La serie ha sido constantemente criticada por contar una historia alejada de la realidad. Los implicados Natalia Málaga, Man Bok Park y Cenaida Uribe rechazaron su contenido debido a la distorsión de la historia por la productora Michelle Alexander. Según comentaron en un programa de Frecuencia Latina, Natalia pidió una denuncia sobre la mala imagen en el contenido personal de los personajes.

“Salen que meten chicos al cuarto, que salen embarazadas, que quién es la que salió embarazada y se jaló al hijo. Cosas bien raras que no han pasado”
 Natalia Malaga en el programa Punto Final.

El 11 de octubre América Televisión anunció en un comunicado que mantuvo la transmisión advirtiendo que se trata meramente de una ficción.